# Howard Graham
Howard Douglas Graham, OC, CVO, CBE, DSO&Bar, ED, CD (* 15. Juli 1898 in Buffalo, New York; † 28. September 1986 in Oakville, Ontario) war ein kanadischer Rechtsanwalt, Politiker und Offizier, der als Generalleutnant zwischen 1955 und 1958 Chef des Generalstabes des Heeres war.

## Leben
Howard Douglas Graham wuchs auf einer Farm in Trenton auf und trat während des Ersten Weltkrieges 1915 als Siebzehnjähriger freiwillig in die Canadian Army ein. Nach Kriegsende absolvierte er ein Studium der Rechtswissenschaften und nahm nach seiner anwaltlichen Zulassung in Ontario 1922 eine Tätigkeit als Rechtsanwalt in Trenton auf, die er bis 1939 ausübte. 1933 war er zudem für einige Zeit Bürgermeister von Trenton. Während der Zwischenkriegszeit war er zudem Offizier der Miliz von Ontario.
Nach Ausbruch des Zweiten Weltkrieges kehrte Graham in den Militärdienst zurück und war erst stellvertretender Kommandeur sowie im Anschluss zwischen dem 2. September 1940 und dem 24. Januar 1941 Kommandeur des 1. Bataillon des Reserveinfanterieregiments The Hastings and Prince Edward Regiment, dessen Kommandeur er im Anschluss vom 24. Januar 1941 bis zum 8. September 1942 war. Danach wurde er ins Vereinigte Königreich versetzt, wo er vom 8. September 1942 bis zum 14. Januar 1943 Kommandeur der 7. Infanteriebrigade war. Danach war er zwischen dem 15. Januar und dem 17. Dezember 1943 Kommandeur der in Sizilien und Italien eingesetzten 1. Infanteriebrigade. Am 23. September 1943 wurde er mit dem  Distinguished Service Order (DSO) ausgezeichnet. Nach seiner Rückkehr nach Kanada war er zwischen dem 13. März 1944 und dem 31. August 1945 stellvertretender Chef des Generalstabes im Hauptquartier für Nationale Verteidigung. Am 18. März 1944 wurde ihm eine Spange (Bar) zum Distinguished Service Order verliehen.
Am 1. Januar 1946 wurde er Commander des Order of the British Empire (CBE) ernannt. Er war zwischen 1946 und 1948 Leitender Verbindungsoffizier der Canadian Army im Vereinigten Königreich. Für seine Verdienste während des Zweiten Weltkrieges wurde er zudem am 4. April 1946 im Kriegsbericht erwähnt (Mentioned in dispatches) Ihm wurde ferner 14. Mai 1948 das Offizierskreuz des US-amerikanischen Legion of Merit verliehen. Im Anschluss war er von 1948 bis 1950 zunächst Vize-Chef des Generalstabes des Heeres sowie daraufhin zwischen 1951 und 1955 Kommandierender General (General Officer Commanding) des Zentralkommandos des Heeres.
Zuletzt wurde Generalleutnant Howard Graham am 2. September 1955 Nachfolger von Generalleutnant Guy Simonds als Chef des Generalstabes des Heeres und verblieb in dieser Verwendung bis zu seinem Ausscheiden aus dem aktiven Militärdienst 1958, woraufhin Generalleutnant Samuel Findlay Clark seine Nachfolge antrat. 1961 wurde er Präsident der Toronto Stock Exchange, der größten Börse Kanadas, und bekleidete dieses Amt bis 1966. Am 22. Dezember 1967 wurde er „für seine Dienste als Koordinator für königliche Besuche und im kanadischen Heer sowie insbesondere als Chef des Generalstabes“ zum Officer des Order of Canada (CC) ernannt. Er war außerdem zwischen dem 1. Oktober 1968 und dem 24. März 1973 Regimentsoberst des Elektronik- und Kommunikationszweiges des Heeres. Am 3. August 1973 wurde er ferner zum Commander des Royal Victorian Order (CVO) ernannt.

## Veröffentlichung
- Citizen and Soldier, posthum, 1987